# Alan Wilson
Alan Christie Wilson (ur. 4 lipca 1943 w Bostonie, zm. 3 września 1970 w Los Angeles w Kalifornii) – amerykański gitarzysta blues rockowy, o przydomku Blind Owl, założyciel zespołu Canned Heat.
Urodził się w Bostonie, młodość spędził w Arlington w stanie Massachusetts w USA, następnie podjął studia w Los Angeles. Głęboko interesował się muzyką bluesową, zgromadził wielką kolekcję nagrań bluesmanów, tworzył też utwory na harmonijkę ustną. W grudniu 1965 wspólnie z Bobem Hitem („Niedźwiedziem”) założył w Los Angeles własny bluesrockowy zespół, który przybrał nazwę Canned Heat. Z powodu poważnej wady wzroku, Wilson nazywany był Blind Owl – „Ślepa Sowa”. Oprócz gry na harmonijce ustnej, okazał się utalentowanym gitarzystą, grającym m.in. techniką slide. Śpiewał także w niektórych utworach grupy – jego charakterystyczny, wysoki, łamiący się głos jest zwłaszcza pamiętany z przeboju Canned Heat, coveru On the Road Again z 1968 r. Pierwszy album grupy ukazał się w 1967, jednocześnie zespół zadebiutował na festiwalu rockowym Monterey Pop Festival. Oba te wydarzenia przyniosły grupie sporą popularność. W latach 1968–70 zespół nagrał kolejne cztery albumy, stał się także jedną z gwiazd festiwalu w Woodstock w 1969, głównie dzięki przebojowi Going Up The Country.
Mimo udanej kariery grupy, Alan Wilson cierpiał na zaburzenia depresyjne i jak wielu muzyków tej epoki, szukał ucieczki w narkotykach. 3 września 1970 zmarł na skutek przedawkowania narkotyków w wieku 27 lat, jego ciało odnaleziono w ogrodzie domu Hite'a w Topanga Canyon w Kalifornii. Część źródeł sugeruje, iż było to samobójstwo.